# Kwala Bingai
Kwala Bingai is een bestuurslaag in het regentschap Langkat van de provincie Noord-Sumatra, Indonesië. Kwala Bingai telt 12.791 inwoners (volkstelling 2010).